# X5 Music Group
X5 Music Group är ett oberoende skivbolag baserat i Stockholm, Sverige med en filial i Manhattan, New York. Det grundades 2003 av Johan Lagerlöf, Daniel Bäckström, Stefan Enberg, Jan Nordlund och Fredrik Nyström. X5 Music Group är ett skivbolag som endast arbetar med digitalt material, och främst licensierar befintlig musik för samlingsskivor. X5 fokuserade ursprungligen på klassisk musik, och 2011 debuterade deras eget album The Greatest Video Game Music, som presenterar London Philharmonic Orchestra, på #23 på Billboard 200. Sedan 2009 har de företag haft 24 album på sjökortet, alla 24 var anpassade digitala utgåvor produceras av etiketten. De har ett partnerskap med Universal Music Group, kallat U5, som släpper ca 50 digitala samlingsskivor per månad. År 2013 utsågs X5  som en av de mest innovativa företagen i Europa av Red Herring "Top 100 . 
2014 omsatte X5 Group AB drygt 86 miljoner kronor, medan omsättningen 2015 uppgick till 126 miljoner kronor, med en vinst på 7 miljoner kronor. Däremot gjorde bolaget, mellan åren 2010 och 2013, en total förlust på 81,5 miljoner kronor till följd av en USA-satsning som innefattade kontor på Manhattan, New York. För att bekosta satsningen tog bolaget 2011 in 65 miljoner kronor i riskkapital från den europeiska venture capital-firman Northzone. X5 Music förvärvades 2016 av skivbolaget Warner Music i en affär som enligt bedömare skulle kunna vara det största uppköpet hittills inom svensk musikindustri. Syftet med försäljningen av X5 Music var, enligt bolagets VD Johan Lagerlöf, att bolaget skulle få möjlighet att ta del av en större musikkatalog, och på så sätt kunna växa snabbare.

## Varumärkespartner
Nedan är en lista över etiketter och företag licensiering som har partnerskap med X5 Music Group:
| - Alligator Records - ARC Music - BIS Records - Cooking Vinyl - EMI Music - HHO Multimedia - Glyndebourne - Nacional Records - Sun Records | - Six Degrees Records - Luaka Bop - ONErpm - Universal Music Group - Blue Note - Decca Records - Deutsche Grammophon - Welk Music Group |